# Zanglijster
De zanglijster (Turdus philomelos) is een zangvogel uit de familie lijsters (Turdidae).

## Kenmerken
Zanglijsters lijken veel op de grote lijster (Turdus viscivorus), maar ze zijn kleiner; de zanglijster heeft een lengte van ongeveer 23 cm en een spanwijdte van 33 tot 36 cm. De zanglijster is ook kleiner dan een merel (Turdus merula), die ongeveer 24 cm meet. Een zanglijster weegt tussen de 70 en 90 gram.
De rug van de zanglijster is effen donkerbruin tot olijfbruin (die van de grote lijster is grijs-bruin). De bovenkant van de vleugels van de zanglijster zijn effen bruin met vaal witte uiteinden. De onderkant is vaal oranje-beige. De staart is vrij kort.
De buik van de zanglijster is wit met V-vormige bruinzwarte vlekken. De onderzijde is bruin-okergeel aan de flanken. De poten zijn oranje-roze.
De zanglijster heeft een vale witte ring rond het oog en strepen onder de wangen. De snavel is zwart-grijs en aan het begin bij de kop geel met zwarte snorharen.

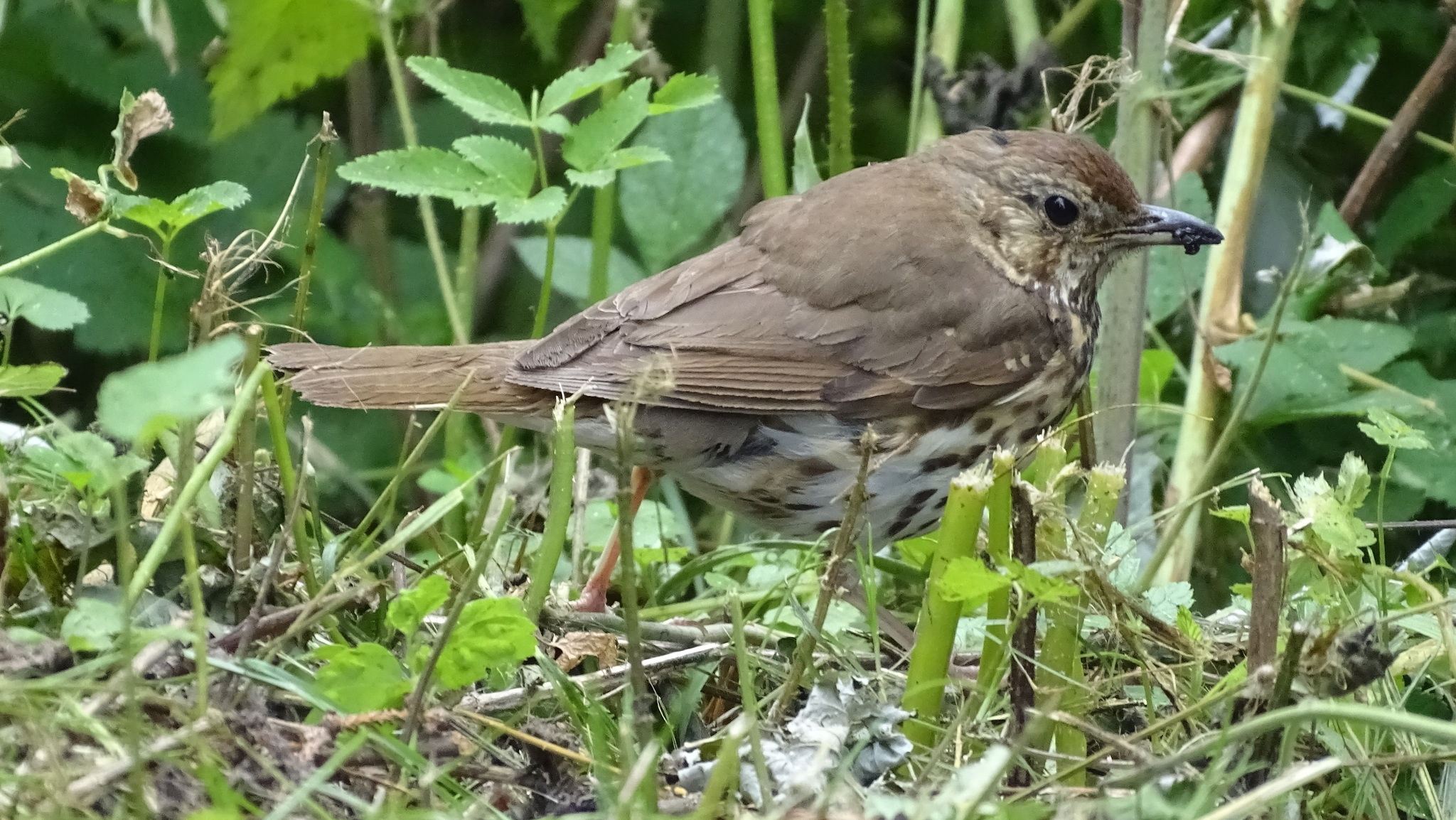
Wandelende zanglijster

Er is nauwelijks verschil tussen de geslachten van de zanglijster.
De zanglijster heeft een gemiddelde levensduur van 5 jaar.

## Vlucht
De vlucht van de ene schuilplaats naar de volgende is meestal laag. In de hogere vlucht heeft de zanglijster een onregelmatige vleugelslag met rukkende bewegingen.

## Zang
De zang is luid en zeer gevarieerd, levendig en vol. Het is vaak een piepende en schrille waterval van noten met weinig korte pauzes met strofen die 2 tot 4 keer herhaald worden. De zanglijster begint 's ochtends tijdens de schemering met zingen. 's Avonds zingt hij tot het donker wordt. De zanglijster zingt vanaf een hoog punt, bijvoorbeeld in een boomtop of op een dak. Al in januari zijn de zanglijsters te horen.

## Voortplanting
Het nest maakt de zanglijster laag in dichtbegroeide boom, heg of struik, zoals in een klimop. Het nest bestaat uit takjes en is van binnen bepleisterd met klei en vermolmd hout. De bekleding bestaat uit mos en/of gras.
De zanglijster legt 3 tot 6 eieren, lichtblauw (turkooisachtig) met enkele zwarte vlekken. Er zijn 1 tot 3 legsels per jaar gedurende de maanden maart t/m juli.

## Voedsel
De zanglijster eet slakken (witgerande tuinslak), insecten, pissebedden, duizendpoten en wormen. Typisch voor de zanglijster is het stukslaan van slakkenhuizen op een vaste plek, 'de smidse', om zo bij het malse slakkenvlees te komen.
Hij springt en rent over het gras om zijn prooi te vangen. Soms staat de zanglijster met zijn kop schuin te turen in het gras om vervolgens een worm uit te grond te trekken. Ook bessen zoals de lijsterbes en fruit (appels) staan op het menu, met name in de winter. Voederhuisjes bezoekt de zanglijster niet graag.

## Verspreiding en habitat
Zanglijsters komen in Nederland en België het hele jaar voor. Zanglijsters uit het noorden overwinteren in West- en Zuid-Europa. De Nederlandse zanglijsters overwinteren in Frankrijk en Engeland. In het najaar trekken ze gedurende de nacht met weinig geluid naar deze overwinteringsgebieden.
De soort telt 4 ondersoorten:
- T. p. philomelos: Europa (behalve het westen), noordelijk Turkije, de Kaukasus en noordelijk Iran.
- T. p. hebridensis: de buitenste Hebriden, Skye, westelijk Schotland en westelijk Ierland.
- T. p. clarkei: westelijk Europa.
- T. p. nataliae: westelijk en centraal Siberië.

Zanglijsters leven met name in gebied waar ze beschutting vinden van bomen en dichte heggen, zoals gemengde en loofbossen, parken of tuinen met open plekken voor het zoeken van voedsel.

## Wetenschappelijke naam
In de eerste editie van Fauna svecica, van 1746, maakte Linnaeus nog geen onderscheid tussen de koperwiek en de zanglijster, hoewel bij diverse auteurs van vóór 1758 de naam "iliacus" al werd gebruikt voor de koperwiek, en de naam "musicus" voor de zanglijster. Bij Linnaeus waren in 1746 onder de naam Turdus musicus een beschrijving en verschillende referenties te vinden waarin de twee soorten samen als één soort werden opgevat. In de tiende druk van Systema naturae, van 1758, maakte Linnaeus het onderscheid wél, maar verwarde de beide soorten. Onder Turdus iliacus gaf hij een beschrijving van de zanglijster, maar referenties voor de koperwiek; onder Turdus musicus gaf hij een beschrijving van de koperwiek, maar referenties voor de zanglijster. In de twaalfde editie was de verwarring grotendeels opgelost, en werden onder de naam Turdus musicus een adequate beschrijving en diverse correcte referenties naar andere auteurs gegeven die allemaal betrekking hadden op de zanglijster. De soort bleef daarop 143 jaar lang bekend onder die naam.
In 1909 stelde de Duitse ornitholoog Ernst Hartert voor om de namen iliacus en musicus op basis van de beschrijvingen in de tiende druk van Systema naturae te gaan gebruiken, en dus de twee namen te verwisselen. Die suggestie werd maar door een deel van de ornithologen opgevolgd. Voor de zanglijster raakte vanaf dat moment de naam Turdus philomelos Brehm, 1831 in zwang.
Toen die naam bleek te concurreren met de vrijwel niet gebruikte naam Turdus ericetorum Turton, 1807, deed de Standing Committe on Ornothological Nomenclature of the International Ornithological Congress in 1950 een verzoek aan de International Commission on Zoological Nomenclature om die oudere naam af te wijzen, en de naam Turdus philomelos aan te wijzen als de oudste beschikbare naam voor de zanglijster. In 1956 besliste de Commission in Opinion 405 om de naam philomelos op de Official List of Specific Names in Zoology te plaatsen, en de naam ericetorum op de Official Index of Rejected and Invalid Specific Names in Zoology.
Er was echter nog steeds verwarring over de naam van de koperwiek, en daarom deden Ernst Mayr en Charles Vaurie in 1957 een beroep op dezelfde commissie om de naam Turdus musicus te onderdrukken en een neotype aan te wijzen voor Turdus iliacus. In 1959 wees de commissie in Opinion 551 het verzoek volledig toe. Daarmee is ook Turdus musicus geen beschikbare naam meer.

## Video
- Zingende en bessenetende zanglijsters